# Josep Aparici i Fins
Josep Aparici i Fins   (Caldes de Montbui, 1 de maig de 1654 - Barcelona, 16 de desembre de 1731) fou un funcionari reial, geògraf i mercader català. Va ser un dels principals col·laboradors de José Patiño i de la seva obra de racionalització fiscal de Catalunya seguint els interessos de Castella, que tant va perjudicar l'economia catalana. Van destacar sobretot les seves aportacions a l'elaboració del cadastre del 1716. El 1720 va publicar el mapa Nueva descripción geográfica del principado de Cataluña. També va ser autor de la Descripción geográfica del Principado, que va romandre inèdita fins al 1964.

## Biografia

### Inicis de la seva carrera
Era fill del blanquer Josep Aparici (Tremp, 1624 - Caldes de Montbui, 1673) i de Victòria Fins (? - Barcelona, 1680); era el més gran de set germans.
El 1677, amb vint-i-tres anys, es traslladava a Barcelona per tal d'entrar al servei de Jaume Cortada i Sala, baró de Maldà, que tenia el títol de correu major de Barcelona. Però a la mort d'aquest el 1679, Aparici va passar al servei d'Anton de Camporrells, el procurador general del duc de Cardona (amb qui sempre va mantenir una llarga i profitosa amistat) fins que aquest marxà a Madrid el 1684 per incorporar-se al Consell d'Hisenda, del qual era titular el marquès de Tamarit. Per la seva banda aquell mateix 1679 Aparici es casava amb la vídua Maria Font (casada anteriorment amb Francesc Puig, de qui havia tingut una filla: Teresa), filla del veler barceloní Pere Font Bayona. D'aquest matrimoni van néixer com a mínim sis fills: Gertrudis (1680), Manuela (1685, esdevingué monja a Pedralbes on entrà en contacte amb dones de l'alta noblesa), Francesc (1687-1762, catedràtic de lleis a la Universitat i oïdor de l'Audiència catalana), Maria (1690), Josep Innocenci (1694-1778, qui se n'anà a Madrid on va esdevenir secretari del rei) i una última filla de nom desconegut; i possiblement dues filles més. També el mateix any 1679 consta com a llevador (avui dia se'n diria comptable) del gremi de blanquers, al qual havia pertangut son pare.
Entre 1690 i 1705 Josep Aparisi estigué d'ajudant del tresorer de Catalunya fent tasques, entre d'altres, de gestió de l'exèrcit, mentre continuava exercint de mercader. El 1692 entrava dins de l'estament i gremi dels mercaders de Barcelona, fet que li permeté el 1696 esdevenir procurador del Consell de Vint de la Llotja de Mar. El 1699 arribava a la cúpula del poder barceloní i va ser designat conseller quart de la ciutat. Poc després, el 1701, ingressava a l'Acadèmia dels Desconfiats, una entitat creada pels aristòcrates il·lustrats barcelonins. Va destacar en l'acte de rebuda de Felip V de Castella a Barcelona pronunciant un discurs sobre l'avi del rei, Lluís XIV, el rei Sol.

### La Guerra de Successió
Sobre si Aparici era austriacista o filipista cal tenir en compte que una personalitat formada i crítica amb molts matisos com la seva no és fàcil d'adjudicar de manera senzilla a un o altre bàndol. És cert que en un primer moment les noves autoritats austriacistes que arribaren a la ciutat el desinsacularen de totes les bosses d'oficis de la ciutat de Barcelona i de la Diputació del General de Catalunya, un fet que segons constaria anys després als memorials dirigits als Borbons guanyadors el van deixar sense "todos los honores y medios con que pudiera alimentat su familia, que siendo muy dilatada experimentó los mayores trabajos a causa de las incessantes vexaciones que se le hicieron en el dilatado tiempo de los siguientes ocho años", ja que el cessaren també de caixer de la taula de canvis.
No obstant això, la realitat fou més complexa, ja que aviat fou altre cop insaculat a la tresoreria i se li encarregaren les tasques de supervisar el repartiment del donatiu que les Corts de 1705-1706 van aprovar per a l'arxiduc Carles III. A més a més, les noves autoritats li encarregaren la confecció d'un mapa de Catalunya i l'enviaren pel país amb un equip d'oficials i la promesa "d'acomodar-lo"; i de fet el text de la Descripció d'aquest mapa estava pràcticament acabat ja el 1709. No en sabem gaire cosa més d'aquesta època perquè naturalment els citats memorials no expliquen la vinculació d'Aparici amb l'austriacisme; però sembla provat que no estigué pas condemnat a l'ostracisme i que, a més, mantenia els contactes amb les elits, ni que fos pel seu rol de mercader importador dels productes d'ultramar com ara espècies, cacau, sucre, tabac. El que sí que sembla provat és que Aparici tingué problemes de liquiditat.
Sobre si Josep Aparici era filipista o austriacista no es pot afirmar res amb rotunditat. És probable que com a mercader que era mantingués una posició expectant i que a l'últim moment es passés al bàndol dels borbons. Efectivament, l'estiu del 1713 (darrer any de la guerra), es retirà a Mataró amb tota la seva família. Aquesta ciutat llavors havia esdevingut el refugi del filipisme a Catalunya. Des de llavors es decantà clarament pel bàndol filipista, i esdevé un reconegut botifler.

### Implicació en la política borbònica
Ja en els moments finals de la guerra, el superintendent borbònic José Patiño va convocar Josep Aparici perquè l'informés de les dades socioeconòmiques més rellevants de Catalunya, una informació que després s'utilitzaria per definir la política fiscal borbònica sobre el país ocupat. Segons explica el mateix Aparici al sobredit memorial, fou ell en persona el responsable de confiscar la documentació de la casa de la Ciutat, la Diputació del General i altres institucions catalanes.
També fou Aparici qui va dissenyar l'aplicació del nou impost del cadastre a Catalunya. D'aquesta manera va poder posar en pràctica la seva voluntat de reformes fiscals ja expressada a la seva Descripció: Inspirat en el model francès, la seva intenció era aplicar el criteri de la riquesa en béns mobles i immobles i no el de "per caps i veïns" del fogatge. No obstant això, Aparici no fou el responsable definitiu de la seva aplicació, ja que el seu valedor, Patiño, va deixar la superintendència el desembre del 1716; tot i que ell i el seu fill Josep Innocenci van treballar efectivament a la "Comptadoria del Cadastre". El 1720 se'n desvincula totalment en ser nomenat oficial major de la "Comptaduria de confiscats i segrests", tot i que fins al 1727 encara hi feu algunes aportacions puntuals en reclamar que s'afavorís el reviscolament del comerç de la "província" i queixant-se de la mala feina dels oficials designats. Malgrat tot Aparici va anar quedant relegat dels nous òrgans del poder establert. La seva petició de ser nomenat oficial major de la "Comptadoria del Cadastre" fou rebutjada per ser nomenat per a un càrrec menor, com el d'oficial del llibre de la Taula de Canvis de Barcelona, ofici subaltern de la "Caixa de Comuns Dipòsits".
També s'atribueix a Aparici el fet que el nou mapa territorial imposat al país (la distribució en corregiments militars) no diferís gaire de la tradicional divisió en vegueries, criteri que hauria convençut Patiño per fer les seves recomanacions al consell de Castella en aquest sentit.

### Últims anys
El 1722 va morir la seva dona Maria. Entre el 1725 i el 1727 va escriure les seves observacions sobre la mala aplicació del Cadastre. En aquesta època Aparici intentava aconseguir en emfiteusi un estany anomenat Port que hi havia al sud de la muntanya de Montjuïc, just a tocar de les seves terres, per tal de plantar-hi Cannabis (un afer que havia fet constar fins i tot a la Descripció). Poc abans de la seva mort, Aparici estava fent gestions a la Cort per tal d'aconseguir que el seu net pogués heretar el seu ofici. Finalment va morir a Barcelona el 16 de desembre de 1731, però fou traslladat i enterrat a Caldes de Montbui., a la capella de la Majestat de la parròquia.
Deixà un epitafi que diu:
<<Aquí jau Joseph Aparici
fill de esta vila aiudant
de thesorer de Catalunya
després geografo del rey
y autor del mapa o nova des
cripcio del principat essent
conceller quart de la ciu
tat de Barcelona en lo any
1699 assistí iunt ab altre
conceller en forma de
ciutat a la translacio
de esta santíssima ymatge
en la present capella
mori en lo 16 de 
desembre any 1731 y
mana construir
aquest vas per ell
y los seus ab lo 
epitafi
¿que miras?
jo era com tu
digasme
deu te perdo.>>

## Geografia i pensament econòmic
Qualificat de preil·lustrat, com a membre de la burgesia mercantil barcelonina, Aparici pertanyia al corrent de pensament austriacista i mercantilista tradicional dels catalans. Per tant, veia amb molt bons ulls les mesures econòmiques preses exactament igual tant a les Corts de 1705-1706 presidides per Carles d'Habsburg com a les Corts de 1701 presidides per Felip de Borbó. Aquestes eren, entre d'altres, la constitució d'una companyia comercial que permetés a Catalunya comerciar amb Amèrica i la instauració de Barcelona com a port franc. És molt significatiu que en la seva Descripció s'identifiqués amb el model econòmic marítim dels estats antiborbònics com Països Baixos, Anglaterra i Portugal, i també d'altres països neutrals, però d'històrica tradició comercial com ara Gènova, Venècia i Florència. També s'inscriu en aquesta línia la seva adhesió al projecte del seu bon amic i soci establert a Lisboa Joan Martí, que pretenia establir una nova colònia a la desembocadura del riu Amazones. No és estrany, doncs, que diversos historiadors el situïn a prop del pensament econòmic de l'austriacista Narcís Feliu de la Penya. De tota manera, això no és suficient per afirmar ni desmentir la preferència d'Aparici per un o altre candidat a la corona hispànica.
També es mostrà sempre favorable a una reforma de la gestió financera de Catalunya i a la promoció d'un programa d'expansió del regadiu.

### Les tresDescripció
Sembla que el primer text de la Descripció... geogràfica de Catalunya ja estava pràcticament enllestit el 1709, tot i que Aparici va escriure com a data final el 1714. Més tard escrivia un segon text que continuava la primera part. Estava escrit exclusivament en català i no era merament descriptiu, sinó que exposava amb contundència diverses opinions de la situació econòmica del país. Finalment, el tercer text ja fou redactat completament en castellà. Era una reelaboració dels dos primers textos, ja ordenada, que incloïa també diverses de les observacions polèmiques del segon text. Alguns experts consideren que aquest tercer text ja estava acabat el 1709, o en qualsevol cas, abans de l'acabament de la Guerra de Successió.
Cal destacar que al tercer text, és a dir la versió final, Aparici descriu el límit nord de Catalunya no pas al Rosselló sinó al Llenguadoc, és a dir reivindicant la unitat amb les terres nordcatalanes arrabassades uns cinquanta anys abans pels Borbons (aquest fet és un dels que sembla que demostraria el final de la seva redacció abans del final de la guerra).
Finalment, el mapa es va publicar en quatre fulls el 1720 sota el títol de Nueva descripción geographica del Principado de Cataluña (trad. Nova descripció geogràfica del Principat de Catalunya) i amb una dedicació al nou rei Felip V. Fou el primer mapa que va dividir Catalunya en els nous corregiments borbònics. L'obra, la tornarien a publicar els seus fills el 1769 amb algun canvi puntual.

## L'error del segon cognom de Josep Aparici
Tradicionalment s'havia cregut que el seu segon cognom era Mercader, però darrerament s'ha pogut establir que la seva mare era Victòria Fins, filla del mestre de cases Pere Fins. L'error prové d'una mala interpretació que feu el geògraf Salvador Llobet i que posteriorment la historiografia ha anat reproduint, ja que la paraula "mercader" que sovint apareixia amb el seu nom era en realitat l'ofici o classe de què gaudia Aparici. El seu pare també es deia Josep, com ell.